# Nepeta nuda
La gattaia glabra  (nome scientifico Nepeta nuda L., 1753) è una pianta pianta perenne erbacea aromatica dai delicati fiori labiati appartenente alla famiglia delle Lamiaceae.

## Etimologia
Il nome generico (Nepeta) si trova per la prima volta negli scritti di Gaio Plinio Secondo (Como, 23 – Stabiae, 25 agosto 79]) scrittore, ammiraglio e naturalista romano, e deriva da un antico nome latino per una pianta aromatica originaria di Nepi (Etruria). L'epiteto specifico (nuda) significa "spoglia, glabra" e si riferisce all'indumento glabro della pianta.
Il nome scientifico della specie è stato definito da Linneo (1707 – 1778), conosciuto anche come Carl von Linné, biologo e scrittore svedese considerato il padre della moderna classificazione scientifica degli organismi viventi, nella pubblicazione "Species Plantarum - 2: 570. 1753" del 1753.

## Descrizione

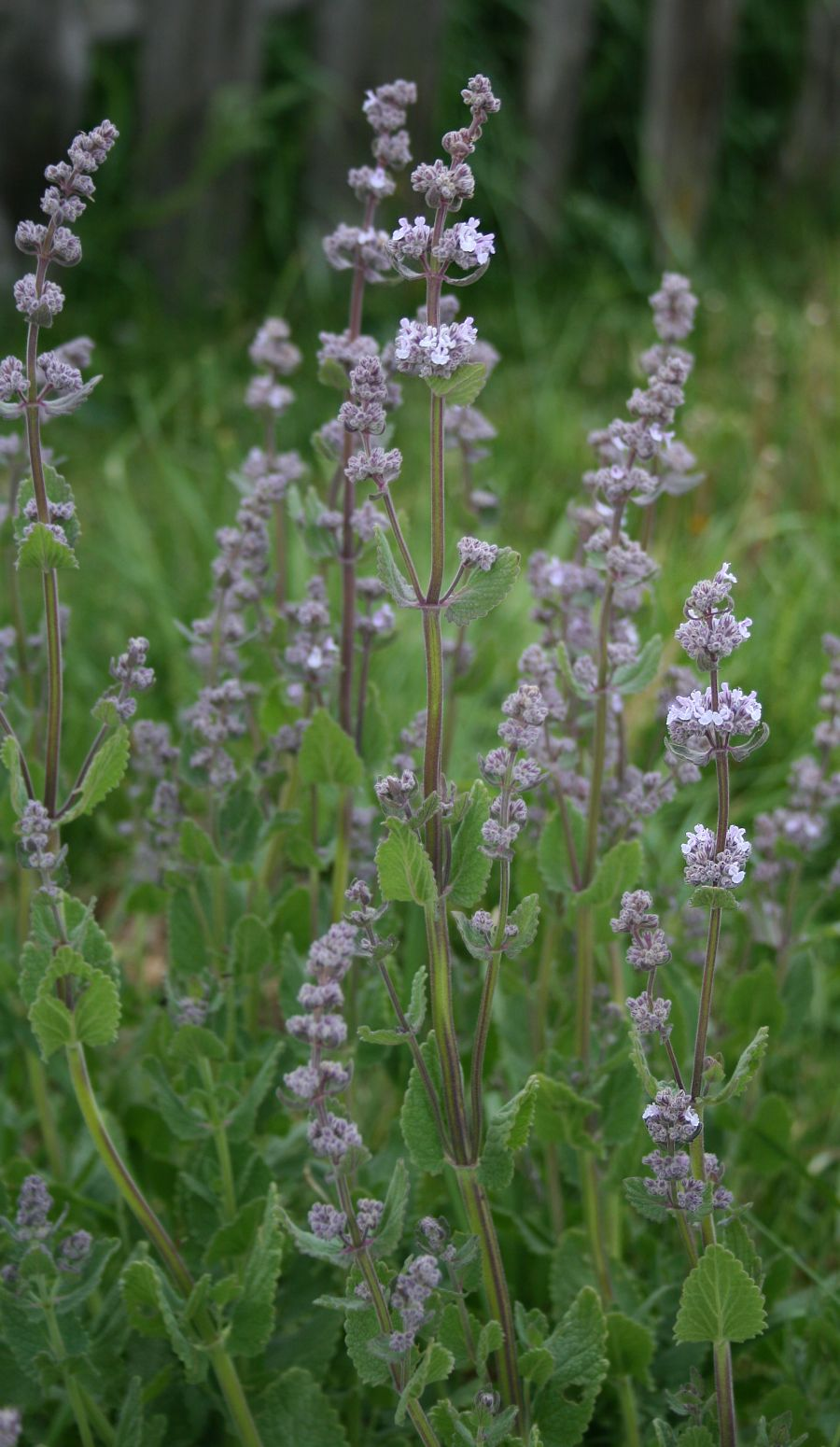
Il portamento

L'altezza di queste piante varia da (5) 8 a 12 dm. La forma biologica è emicriptofita scaposa (H scap), ossia in generale sono piante erbacee, a ciclo biologico perenne, con gemme svernanti al livello del suolo e protette dalla lettiera o dalla neve e sono dotate di un asse fiorale eretto e spesso privo di foglie.

### Radici
Le radici sono secondarie da rizoma.

### Fusto
La parte aerea del fusto è eretta e rigida, di colore violaceo e con rami a portamento corimboso. Nella parte alta il fusto è a sezione quadrangolare (a causa della presenza di fasci di collenchima posti nei quattro vertici). Diametro del fusto: 3 – 5 mm. 

### Foglie
La disposizione delle foglie lungo il fusto è opposta a 2 a 2 e ogni coppia è disposta a 90° rispetto a quella sottostante. Le foglie sono subsessili con lamina a forma da lanceolata a oblungo-ovale o oblungo-ellittica. I bordi hanno dei denti arrotondati e la base è troncata. La superficie adassiale è verdolina, quella abassiale è più pallida. Dimensione delle foglie: larghezza 1,5 – 2 cm; lunghezza 3 – 5 cm.

### Infiorescenza
L'infiorescenza è ampiamente ramosa ed è formata da verticillastri di 4 - 6 fiori all'ascella (portamento dicotomico) di foglie ridotte. Ogni singolo fiore è sotteso da alcune bratteole lineari. Lunghezza delle foglie dell'infiorescenza: 7 – 12 mm. Lunghezza delle bratteole: 1,5 mm. Dimensioni delle infiorescenze: larghezza 2,5 cm; lunghezza 3 - 8,5 cm.

### Fiore
I fiori sono ermafroditi, zigomorfi, tetraciclici (con i quattro verticilli fondamentali delle Angiosperme: calice– corolla – androceo – gineceo) e pentameri (ogni verticillo ha 5 elementi). Lunghezza dei fiori: 6 – 9 mm.
- Formula fiorale. Per la famiglia di queste piante viene indicata la seguente formula fiorale:

X, K (5), [C (2+3), A 2+2] G (2), supero, 4 nucule
- Calice: il calice è tubuloso (gamosepalo - i sepali sono concresciuti) e abbastanza diritto con diverse nervature (una quindicina) e termina con cinque denti acuti subuguali; il calice è debolmente zigomorfo. La parte interna è puberulento-ghiandolosa. Lunghezza del tubo: 3 - 3,5 mm. Lunghezza dei denti: 1,0 – 1,3 mm.
- Corolla: la corolla è bilabiata (gamopetala con struttura 2/3 - corolla zigomorfa): il labbro superiore è formato da due lobi lievemente ripiegati all'insù; il labbro inferiore è formato da tre lobi (quello centrale è più grande di tutti ed è concavo). Il labbro inferiore è inoltre ricoperto di macchie più scure (viola), mentre l'interno delle fauci è più chiaro sempre macchiato. Il tubo corollino esternamente è pubescente, mentre all'interno è privo dell'anello di peli caratteristico delle labiate (dei peli sono presenti solo alla base del labbro inferiore). Il colore è biancastro o violaceo (purpureo). Dimensioni della corolla: lunghezza 5 – 6 mm. Sporgenza del labbro superiore: 1,8 – 2 mm. Sporgenza del labbro inferiore: 4 – 6 mm.
- Androceo: gli stami sono quattro (un quinto stame è atrofizzato) e tutti fertili e con filamenti paralleli (non convergenti); sono inoltre inclusi. Gli stami sono didinami: i due posteriori sono più lunghi di quelli anteriori. Le antere sporgono appena dalla corolla; in particolare hanno l'unicità d'essere riunite e incrociate a 90° a due a due. I granuli pollinici sono del tipo tricolpato o esacolpato.
- Gineceo: l'ovario è supero (o anche semi-infero) formato da due carpelli saldati (ovario bicarpellare) ed è 4-loculare per la presenza di falsi setti divisori all'interno dei due carpelli. La placentazione è assile. Gli ovuli sono 4 (uno per ogni presunto loculo), hanno un tegumento e sono tenuinucellati (con la nocella, stadio primordiale dell'ovulo, ridotta a poche cellule).[15]. Lo stilo inserito alla base dell'ovario (stilo ginobasico) è del tipo filiforme e più o meno lungo come gli stami. Lo stigma è bifido con lobi subuguali. Il nettario è un disco (a 4 lobi) alla base e intorno all'ovario più sviluppato anteriormente e ricco di nettare.
- Fioritura: da giugno a luglio (settembre).

### Frutti
Il frutto è un tetrachenio (composto da quattro nucule) racchiuso nel calice persistente. La forma è ovoidale trigona (dimensioni 1,6 x 1,1 mm). I semi sono sprovvisti di endosperma.

## Riproduzione
- Impollinazione: l'impollinazione avviene tramite insetti tipo ditteri e imenotteri, raramente lepidotteri (impollinazione entomogama).[9][16]
- Riproduzione: la fecondazione avviene fondamentalmente tramite l'impollinazione dei fiori (vedi sopra).
- Dispersione: i semi cadendo a terra (dopo essere stati trasportati per alcuni metri dal vento – disseminazione anemocora) sono successivamente dispersi soprattutto da insetti tipo formiche (disseminazione mirmecoria).

## Distribuzione e habitat

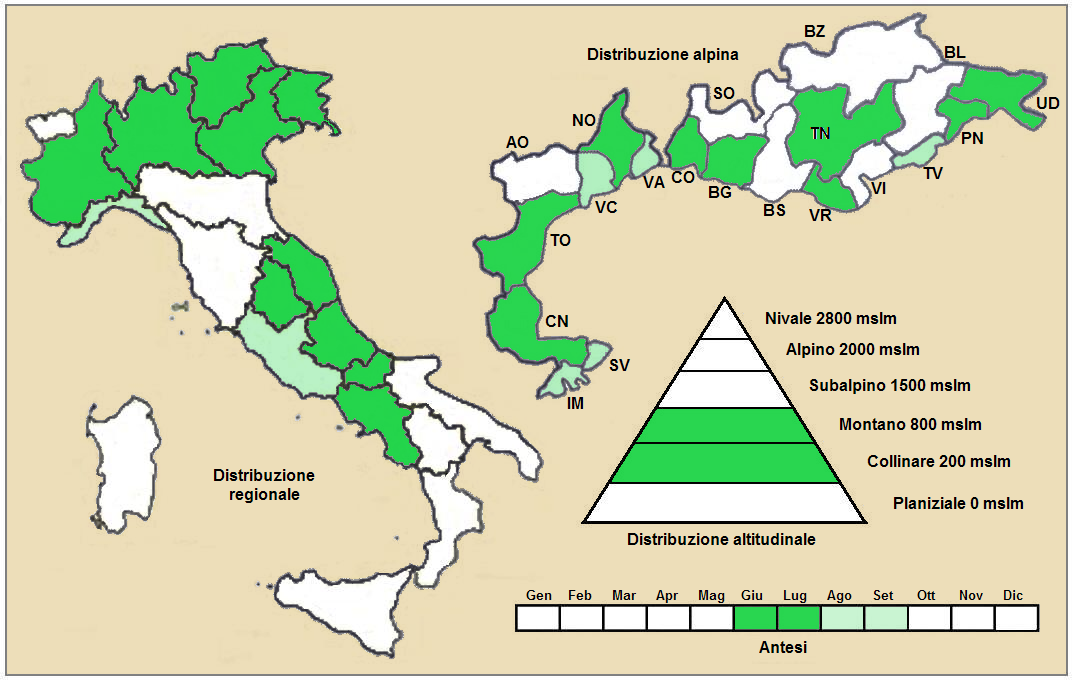
Distribuzione della pianta
(Distribuzione regionale – Distribuzione alpina)

- Geoelemento: il tipo corologico (area di origine) è Sud Europeo / Sud Siberiano (Steppico), ma anche Est Europeo / Ovest Asiatico.
- Distribuzione: in Italia è una specie rara e si trova al Nord e al Centro. Nella Alpi ha una distribuzione discontinua. Fuori dall'Italia, sempre nelle Alpi, questa specie si trova in Francia (dipartimenti di Alpes-de-Haute-Provence, Hautes-Alpes, Isère e Savoia), in Svizzera (cantone Vallese), in Austria (Länder del Tirolo Orientale, Carinzia, Stiria e Austria Inferiore) e Slovenia.[18] Nel resto dell'Europa e dell'areale del Mediterraneo si trova dalla Penisola Iberica alla Russia meridionale, compresa la Penisola Balcanica, la Transcaucasia, l'Anatolia e la Siria.[19]
- Habitat: l'habitat tipico per questa pianta sono gli incolti e i pascoli aridi; ma anche gli ambienti ruderali, le scarpate, i margini erbacei meso-termofili dei boschi, gli arbusteti, i querceti e ostrieti termofili submediterranei. Il substrato preferito è calcareo ma anche calcareo/siliceo con pH basico, medi valori nutrizionali del terreno che deve essere arido.
- Distribuzione altitudinale: sui rilievi queste piante si possono trovare da 300 fino a 1600 m s.l.m. (1900 m s.l.m. in Cina[14]); frequentano quindi i seguenti piani vegetazionali: collinare e montano.

### Fitosociologia
Dal punto di vista fitosociologico alpino Nepeta nuda appartiene alla seguente comunità vegetale:
- Formazione: delle comunità perenni nitrofile

- Classe: Artemisietea vulgaris

- Ordine: Onopordetalia acanthii

- Alleanza: Onopordion acanthii

## Tassonomia
La famiglia di appartenenza della specie (Lamiaceae), molto numerosa con circa 250 generi e quasi 7000 specie, ha il principale centro di differenziazione nel bacino del Mediterraneo e sono piante per lo più xerofile (in Brasile sono presenti anche specie arboree). Per la presenza di sostanze aromatiche, molte specie di questa famiglia sono usate in cucina come condimento, in profumeria, liquoreria e farmacia. La famiglia è suddivisa in 7 sottofamiglie: il genere Nepeta è descritto nella tribù Mentheae (sottotribù Nepetinae) appartenente alla sottofamiglia Nepetoideae. Nelle classificazioni più vecchie la famiglia Lamiaceae viene chiamata Labiatae.
Il numero cromosomico di N. nuda è: 2n = 18.

### Sottospecie
Per questo taxon sono riconosciute valide le seguenti sottospecie:
- Nepeta nuda subsp. albiflora (Boiss.) Gams, 1927 - Distribuzione: Penisola Balcanica, Anatolia e Siria
- Nepeta nuda subsp. coerulea (Sol.) O. Bolòs & Vigo, 1995 - Distribuzione: Penisola Iberica
- Nepeta nuda subsp. glandulifera Hub.-Mor. & P. H. Davis, 1951 - Distribuzione: Anatolia
- Nepeta nuda subsp. lydiae P.H.Davis, 1952 - Distribuzione: Anatolia

### Sinonimi
Questa entità ha avuto nel tempo diverse nomenclature. L'elenco seguente indica alcuni tra i sinonimi più frequenti:
- Cataria nuda (L.) Moench
- Cataria paniculata  (Crantz) Moench
- Cataria violacea  (L.) Moench
- Glechoma nuda  (L.) Kuntze
- Glechoma violacea  (L.) Kuntze
- Nepeta alba  Steud
- Nepeta meda  Stapf
- Nepeta mollis  Medik.
- Nepeta montana  Turra
- Nepeta nawaschinii  Bordz.
- Nepeta nuda var. pannonica  (L.) Nyman
- Nepeta nuda var. violacea  Nyman
- Nepeta paniculata  Crantz
- Nepeta pannonica  L.
- Nepeta pontica  K.Koch
- Nepeta sulphurea  K.Koch
- Nepeta turkestanica  Gand.
- Nepeta violacea  L.
- Nepeta violacea  Vill.

Sinonimi della sottospecie albiflora
- Glechoma marrubioides Kuntze
- Nepeta bithynica Bornm.
- Nepeta marrubioides Boiss. & Heldr. ex Benth.

Sinonimi della sottospecie lydiae
- Nepeta sulphurea subsp. lydiae (P.H.Davis) A.L.Budantzev

### Specie simili
Nelle vecchie trattazioni botaniche alcune specie di Glechoma erano descritte all'interno del genere Nepeta L.. In effetti le differenze tra le specie dei due generi (Glechoma e Nepeta) sono minime: il lobo mediano del labbro inferiore della corolla delle “Nepeta” è concavo (in Glechoma è piano), inoltre le foglie (sempre delle Nepeta) poste all'ascella dei fiori sono trasformate in brattee e quindi differenti dalle foglie cauline.

## Altre notizie
La nepeta glabra in altre lingue è chiamata nei seguenti modi:
- (DE)  Kahle Katzenminze
- (FR)  Népéta glabre